# Шкотски Гели
Шкотски Гели или Гели Шкотске (шкотгел. Na Gàidheil) етнолингвистичка су група из келтске породице народа која претежно живи у Шкотској (на Хебридима), као и у дијаспори у англофонском земљама попут САД, Канаде, Аустралије и Новог Зеланда. Шкотски Гели су изолованији од околних народа попут Шкота и Ираца, којих има преко 30 милиона и служе се не само својим народним језицима, већ и енглеским језиком. Око 1,5% Шкота се служи шкотским гелским језиком. Шкотскогелским језиком говори око 58.000 људи и веома је сличан ирском језику. Шкотски Гели порекло воде из централног дела Шкотске. Овај чланак не треба мешати са Гелима, којих има много више и који су распрострањенији за разлику од Шкотских Гела. Шкотски Гели су по вероисповести већином католици.